# Notocrater craticulata
Notocrater craticulata är en snäckart som först beskrevs av Suter 1908.  Notocrater craticulata ingår i släktet Notocrater och familjen Pseudococculinidae. Inga underarter finns listade i Catalogue of Life.